# يعرى
يعرى: إحدى مراكز محافظة خميس مشيط. تقع في شمال شرق المحافظة على مسافة 80 كيلاً، ويقطنها 6530 نسمة.